# Kanton Vitrey-sur-Mance
Der Kanton Vitrey-sur-Mance war bis 2015 ein französischer Wahlkreis im Arrondissement Vesoul, im Département Haute-Saône und in der Region Franche-Comté. Sein Hauptort war Vitrey-sur-Mance. 

## Gemeinden
Der Kanton umfasste 19 Gemeinden:
| Gemeinde              | Einwohner | Code postal | Code Insee |
| --------------------- | --------- | ----------- | ---------- |
| Betoncourt-sur-Mance  | 52        | 70500       | 70070      |
| Bourguignon-lès-Morey | 54        | 70120       | 70089      |
| Charmes-Saint-Valbert | 48        | 70120       | 70135      |
| Chauvirey-le-Châtel   | 149       | 70500       | 70143      |
| Chauvirey-le-Vieil    | 37        | 70500       | 70144      |
| Cintrey               | 140       | 70120       | 70153      |
| Lavigney              | 114       | 70120       | 70298      |
| Malvillers            | 74        | 70120       | 70329      |
| Molay                 | 51        | 70120       | 70350      |
| Montigny-lès-Cherlieu | 152       | 70500       | 70362      |
| Ouge                  | 142       | 70500       | 70400      |
| Preigney              | 103       | 70120       | 70423      |
| La Quarte             | 60        | 70120       | 70430      |
| La Rochelle           | 37        | 70120       | 70450      |
| La Roche-Morey        | 330       | 70120       | 70373      |
| Rosières-sur-Mance    | 74        | 70500       | 70454      |
| Saint-Marcel          | 107       | 70500       | 70468      |
| Vernois-sur-Mance     | 166       | 70500       | 70548      |
| Vitrey-sur-Mance      | 335       | 70500       | 70572      |

## Bevölkerungsentwicklung
| 1962 | 1968 | 1975 | 1982 | 1990 | 1999 |
| ---- | ---- | ---- | ---- | ---- | ---- |
| 2987 | 3414 | 2941 | 2647 | 2334 | 2225 |